# Records et statistiques du Rallye Dakar

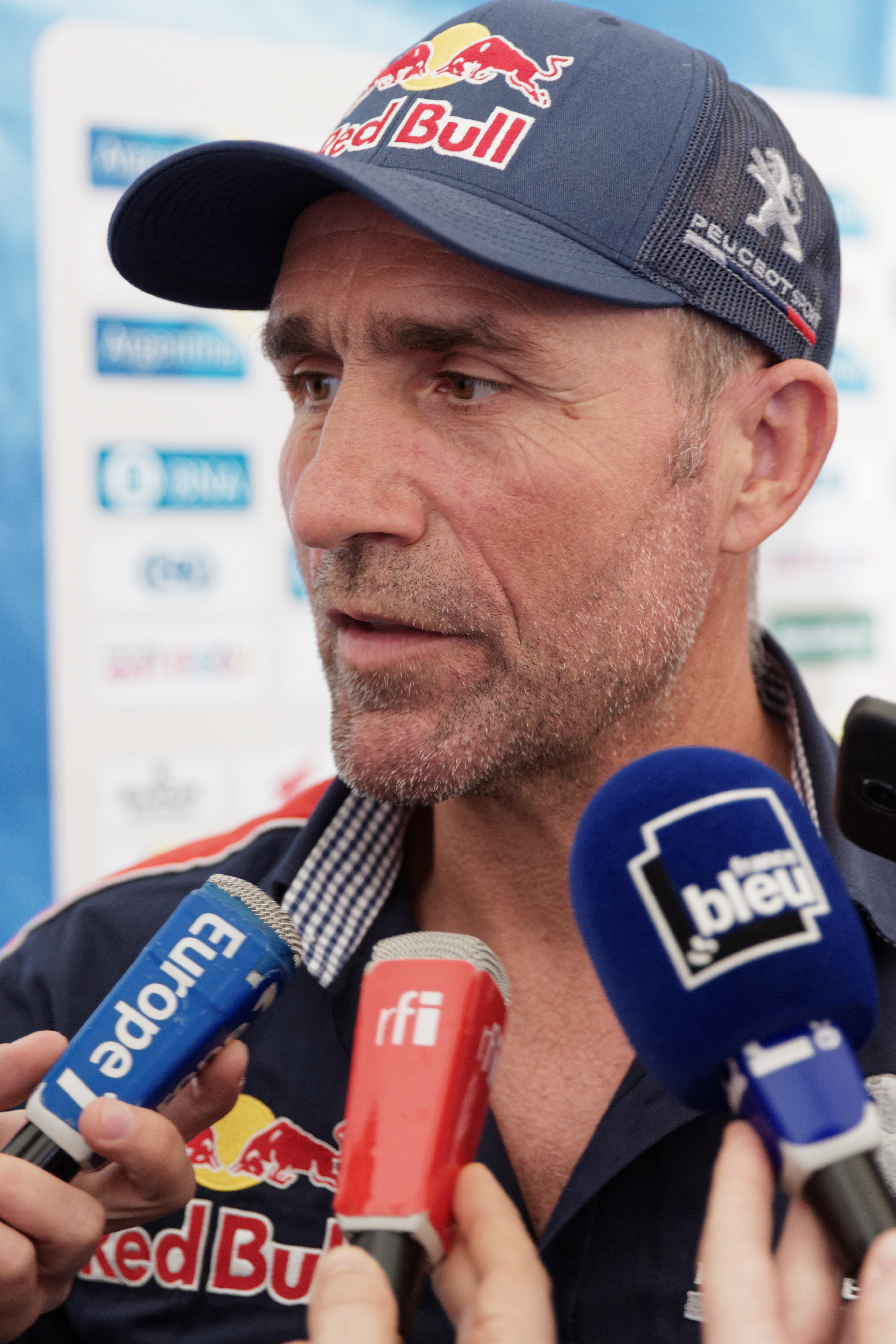
Stéphane Peterhansel est le pilote le plus titré avec quatorze victoires.

Les records et statistiques du Rallye Dakar présentés dans cet article concernent l'épreuve de rallye-raid créée en 1979,,,.
Toutes les données sont à jour après le Rallye Dakar 2025.

## Général
- Plus grand nombre d'engagés : 
  - 688 chiffre comprenant 224 véhicules d'assistance (2005)
  - 603 en compétition (1988)
  - 585 concurrents, hors Dakar Classic 170 participants supplémentaires (2024)[5]
- Plus grand nombre de finisseurs : 301 (2013)
- Plus haut pourcentage d'engagés à l’arrivée : 69.18% (2017)
- Plus faible nombre d'engagés : 153 (1993)
- Plus faible nombre de finisseurs : 67 (1993)
- Plus bas pourcentage de finisseurs : 20.58% (1986)
- Plus longue édition : 15 000 km (1986)
- Plus courte édition : 5 603 km (2019)
- Modèle de véhicule le plus victorieux : Mitsubishi Pajero Evolution avec 14 victoires
- Plus grand nombre de podiums sans victoire : Yoshimasa Sugawara avec 7 podiums (6x  et 1x )
- Plus grand nombre d'engagements : Yoshimasa Sugawara avec 36 engagements
- Plus grand nombre d'engagements consécutifs : Yoshimasa Sugawara avec 36 engagements (1983 - 2019)[6]
- Plus grand nombre d'arrivées : Yoshimasa Sugawara avec 29 arrivées
- Plus grand nombre d'arrivées consécutives : Giniel de Villiers avec 21 arrivées pour 21 départs (2003 - 2024) dont 20 fois dans le Top 10.
- Plus grand nombre de catégories disputées : Josef Macháček avec 5 catégories (moto, auto, quad, SSV et challenger)
- Pilote engagé le plus âgé : Marcel Hugueny à 81 ans (1995 en camion)[7]
- Pilote engagé le plus jeune : Eryk Goczał à 18 ans, 1 mois et 25 jours (2023 en SSV)
- Vainqueur d'étape le plus jeune : Eryk Goczał à 18 ans, 1 mois et 26 jours (2023 en SSV)[8]
- Vainqueur du rallye le plus jeune : Eryk Goczał à 18 ans, 2 mois et 10 jours (2023 en SSV)

### Nombre de victoires d'étapes

#### Victoires d'étapes par pilote
En incluant les éditions de 1979 à 2025
| Autos                | Autos | Autos           | Motos                | Motos | Motos           | Camions         | Camions | Camions         | Quads                | Quads      | Quads           | SSV               | SSV  | SSV             | Épreuves combinées   | Épreuves combinées | Épreuves combinées |
| Pilote               | Pays  | Nb de victoires | Pilote               | Pays  | Nb de victoires | Pilote          | Pays    | Nb de victoires | Pilote               | Pays       | Nb de victoires | Pilote            | Pays | Nb de victoires | Pilote               | Pays               | Nb de victoires    |
| -------------------- | ----- | --------------- | -------------------- | ----- | --------------- | --------------- | ------- | --------------- | -------------------- | ---------- | --------------- | ----------------- | ---- | --------------- | -------------------- | ------------------ | ------------------ |
| Ari Vatanen          |       | 50              | Stéphane Peterhansel |       | 33              | Vladimir Chagin |         | 57              | Ignacio Casale       |            | 23              | Francisco López   |      | 17              | Stéphane Peterhansel |                    | 83                 |
| Stéphane Peterhansel |       | 50              | Cyril Despres        |       | 32              | Firdaus Kabirov |         | 42              | Marcos Patronelli    |            | 19              | Reinaldo Varela   |      | 11              | Vladimir Chagin      |                    | 57                 |
| Nasser Al-Attiyah    |       | 48              | Joan Barreda         |       | 29              | Gerard de Rooy  |         | 34              | Alexandre Giroud     |            | 17              | Marek Goczał      |      | 9               | Ari Vatanen          |                    | 50                 |
| Carlos Sainz         |       | 42              | Jordi Arcarons       |       | 27              | Eduard Nikolaev |         | 24              | Nicolás Cavigliasso  |            | 13              | Jeremías González |      | 7               | Nasser Al-Attiyah    |                    | 48                 |
| Jacky Ickx           |       | 29              | Hubert Auriol        |       | 24              | Andrey Karginov |         | 21              | Marcelo Medeiros     |            | 11              |                   |      |                 | Firdaus Kabirov      |                    | 42                 |
| Sébastien Loeb       |       | 28              | Marc Coma            |       | 24              | Karel Loprais   |         | 20              | Alejandro Patronelli |            | 11              |                   |      |                 | Carlos Sainz         |                    | 42                 |
| Hiroshi Masuoka      |       | 25              | Alessandro De Petri  |       | 19              | Aleš Loprais    |         | 19              | Manuel Andújar       |            | 10              |                   |      |                 | Hubert Auriol        |                    | 37                 |
| Jean-Pierre Fontenay |       | 24              | Edi Orioli           |       | 17              | Hans Stacey     |         | 18              |                      |            |                 |                   |      |                 | Cyril Despres        |                    | 35                 |
| Pierre Lartigue      |       | 21              | Gaston Rahier        |       | 17              | Martin Macík    |         | 16              | Challenger           | Challenger | Challenger      |                   |      |                 | Gerard de Rooy       |                    | 34                 |
| Kenjiro Shinozuka    |       | 21              | Toby Price           |       | 16              |                 |         |                 | Seth Quintero        |            | 20              |                   |      |                 | Francisco López      |                    | 29                 |

- Pilote en activité
- Classement des pilotes sur le cumul de toutes les épreuves (victoires en copilotage non inclus)

#### Victoires d'étapes par nationalité du pilote
| #  | Pays            | Victoires | Pilotes ayant remporté plus de quinze victoires d'étapes | Autos | Motos | Camions | Quads | SSV | Chal- lenger | Autres |
| -- | --------------- | --------- | --- | ----- | ----- | ------- | ----- | --- | ------------ | ------ |
| 1  | France          | 621       | Stéphane Peterhansel (83), Hubert Auriol (37), Cyril Despres (35), Sébastien Loeb (28), Jean-Pierre Fontenay (24), Pierre Lartigue (21), Alexandre Giroud (17), Richard Sainct (15), Bruno Saby (15), Jean-Louis Schlesser (15) | 299   | 244   | 8       | 31    | 11  |              | 28     |
| 2  | Espagne         | 264       | Carlos Sainz (42), Joan Barreda (29), Jordi Arcarons (27), Nani Roma (26), Marc Coma (24) | 74    | 124   |         | 5     | 7   | 7            | 47     |
| 3  | Russie          | 192       | Vladimir Chagin (57), Firdaus Kabirov (42), Eduard Nikolaev (24), Andrey Karginov (21) | 3     |       | 176     | 7     | 6   |              |        |
| 4  | Argentine       | 112       | Marcos Patronelli (19), Nicolás Cavigliasso (18) | 6     | 17    | 2       | 74    | 4   | 7            | 2      |
| 5  | Pays-Bas        | 109       | Gerard de Rooy (34), Hans Stacey (18) | 2     | 7     | 94      | 4     |     | 2            |        |
| 6  | Italie          | 100       | Alessandro De Petri (19), Edi Orioli (17) | 3     | 87    | 5       |       |     |              | 5      |
| 7  | États-Unis      | 90        | Seth Quintero (22) | 11    | 28    |         | 7     | 13  | 31           |        |
| 8  | Chili           | 81        | Francisco López (29), Ignacio Casale (24) |       | 31    |         | 29    | 18  | 3            |        |
| 9  | Belgique        | 68        | Jacky Ickx (29), Gaston Rahier (17) | 42    | 21    | 1       |       |     | 2            | 2      |
| 10 | Tchéquie        | 66        | Karel Loprais (20), Aleš Loprais (19), Martin Macík (16) |       |       | 58      | 5     |     |              | 3      |
| 11 | Finlande        | 60        | Ari Vatanen (50) | 54    | 6     |         |       |     |              |        |
| 12 | Japon           | 53        | Hiroshi Masuoka (25), Kenjiro Shinozuka (21) | 46    |       | 5       |       |     |              | 2      |
| 13 | Qatar           | 49        | Nasser Al-Attiyah (48) | 48    |       |         |       | 1   |              |        |
| 14 | Brésil          | 44        | | 3     | 2     | 10      | 11    | 17  | 1            |        |
| 15 | Afrique du Sud  | 37        | Giniel de Villiers (17) | 22    | 8     |         | 7     |     |              |        |
| 16 | Australie       | 31        | Toby Price (16) |       | 30    |         | 1     |     |              |        |
| 17 | Pologne         | 30        | | 1     |       |         | 9     | 18  | 2            |        |
| 17 | Portugal        | 30        | | 8     | 17    |         |       | 3   | 2            |        |
| 19 | Autriche        | 28        | |       | 16    | 12      |       |     |              |        |
| 20 | Royaume-Uni     | 26        | | 12    | 10    |         |       |     | 4            |        |
| 21 | Allemagne       | 21        | | 17    | 4     |         |       |     |              |        |
| 21 | Suède           | 21        | | 18    | 3     |         |       |     |              |        |
| 23 | Arabie saoudite | 14        | | 5     |       |         |       | 2   | 5            | 2      |
| 24 | Lituanie        | 12        | | 2     |       | 1       | 3     | 6   |              |        |
| 25 | Chine           | 7         | |       |       |         |       | 4   |              | 3      |
| 26 | Kenya           | 6         | | 6     |       |         |       |     |              |        |
| 26 | Suisse          | 6         | |       | 1     |         |       | 1   |              | 4      |
| 28 | Botswana        | 5         | |       | 5     |         |       |     |              |        |
| 28 | Pérou           | 5         | |       |       |         | 3     | 2   |              |        |
| 30 | Biélorussie     | 4         | |       |       | 4       |       |     |              |        |
| 30 | Slovaquie       | 4         | |       | 4     |         |       |     |              |        |
| 32 | Uruguay         | 3         | |       |       |         | 3     |     |              |        |
| 33 | Bolivie         | 2         | |       |       |         | 2     |     |              |        |
| 33 | Lettonie        | 2         | |       | 2     |         |       |     |              |        |
| 33 | Norvège         | 2         | |       | 2     |         |       |     |              |        |
| 33 | Paraguay        | 2         | |       |       |         | 2     |     |              |        |
| 37 | Croatie         | 1         | |       |       |         |       |     |              | 1      |
| 37 | Kazakhstan      | 1         | |       |       | 1       |       |     |              |        |
| 37 | Monaco          | 1         | | 1     |       |         |       |     |              |        |

### Victoires par nationalité du pilote

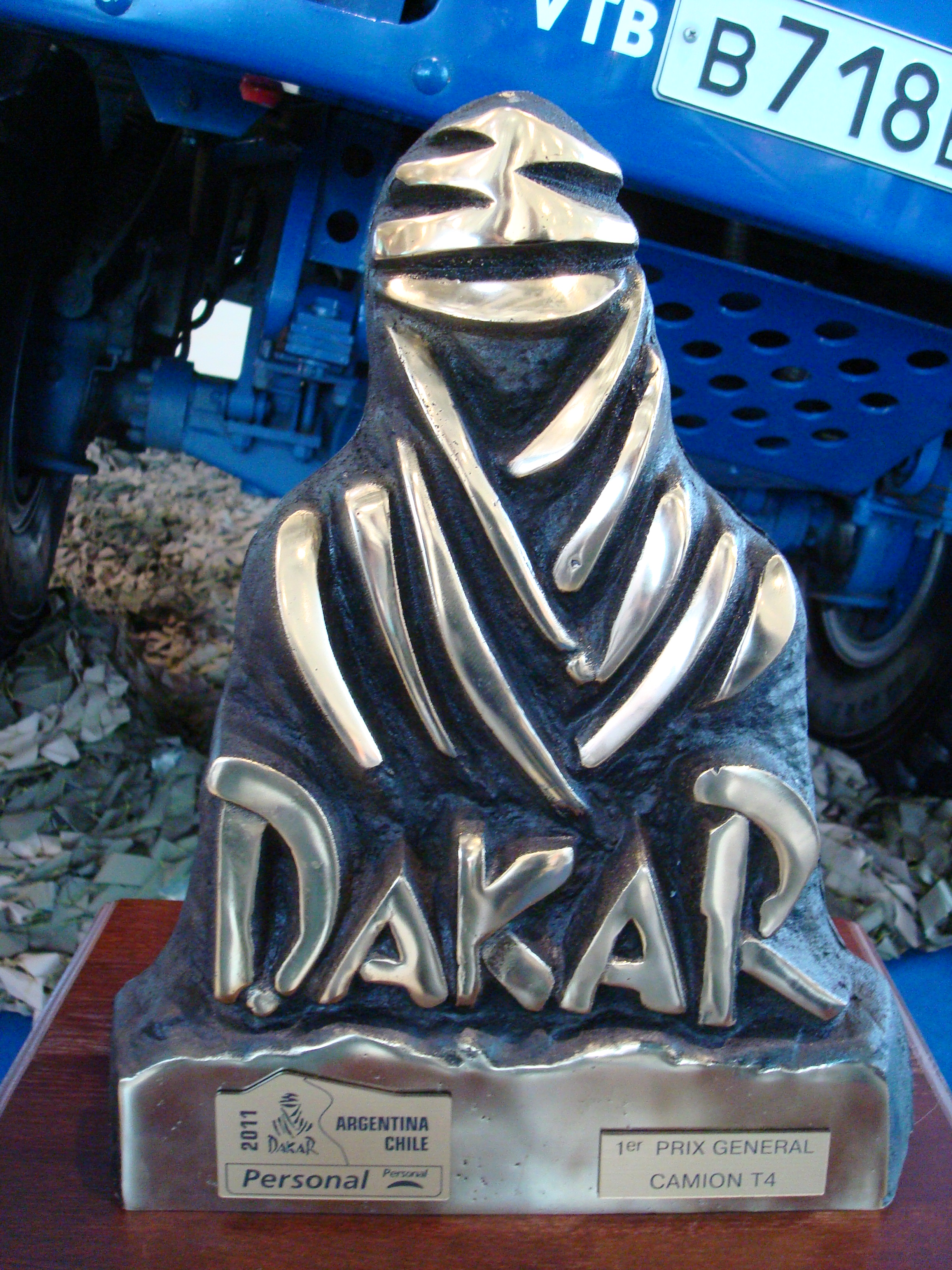
Le trophée remis à chaque vainqueur.

| Pays (22)       | Autos | Motos | Camions | Quads | SSV | Chal- lenger | Autres | Victoires |
| --------------- | ----- | ----- | ------- | ----- | --- | ------------ | ------ | --------- |
| France          | 23    | 22    | 6       | 2     | 1   | -            | 3      | 57        |
| Russie          | -     | -     | 19      | 1     | -   | -            | -      | 20        |
| Espagne         | 5     | 6     | -       | -     | -   | 1            | 5      | 17        |
| Argentine       | -     | 2     | -       | 8     | -   | 1            | -      | 11        |
| Italie          | -     | 6     | 4       | -     | -   | -            | -      | 10        |
| Tchéquie        | -     | -     | 8       | 1     | -   | 1            | -      | 10        |
| Chili           | -     | -     | -       | 3     | 2   | 1            | -      | 6         |
| États-Unis      |       | 2     | -       | -     | 3   | 1            | -      | 6         |
| Finlande        | 5     | -     | -       | -     | -   | -            | -      | 5         |
| Pays-Bas        | -     | -     | 5       | -     | -   | -            | -      | 5         |
| Qatar           | 5     | -     | -       | -     | -   | -            | -      | 5         |
| Australie       | -     | 3     | -       | -     | -   | -            | -      | 3         |
| Belgique        | 1     | 2     | -       | -     | -   | -            | -      | 3         |
| Japon           | 3     | -     | -       | -     | -   | -            | -      | 3         |
| Allemagne       | 1     | -     | 1       | -     | -   | -            | -      | 2         |
| Autriche        | -     | 1     | 1       | -     | -   | -            | -      | 2         |
| Brésil          | -     | -     | -       | -     | 2   | -            | -      | 2         |
| Pologne         | -     | -     | -       | 1     | 1   | -            | -      | 2         |
| Royaume-Uni     | -     | 2     | -       | -     | -   | -            | -      | 2         |
| Afrique du Sud  | 1     | -     | -       | -     | -   | -            | -      | 1         |
| Algérie         | -     | -     | 1       | -     | -   | -            | -      | 1         |
| Arabie saoudite | 1     | -     | -       | -     | -   | -            | -      | 1         |
| Suède           | 1     | -     | -       | -     | -   | -            | -      | 1         |

### Nombre de victoires par constructeur
| Rang | Constructeur  | Années                                                                                                   | Victoires | Catégorie            |
| ---- | ------------- | --- | --------- | -------------------- |
| 1    | Yamaha        | 1979,1980,1991,1992,1993,1995,1996,1997,1998 2009 à 2024                                                 | 25        | Motos Quads          |
| 2    | KTM           | 2001,2002,2003,2004,2005,2006,2007,2008,2009,2010,2011 2012,2013,2014,2015,2016,2017,2018,2019,2023,2025 | 21        | Motos                |
| 3    | Kamaz         | 1996,2000,2002,2003,2004,2005,2006,2009,2010,2011 2013,2014,2015,2017,2018,2019,2020,2021,2022           | 19        | Camions              |
| 4    | Mitsubishi    | 1985,1992,1993,1997,1998,2001,2002,2003,2004,2005,2006,2007                                              | 12        | Autos                |
| 5    | Can-Am        | 2018,2019,2020,2021,2022,2023 2021,2022,2023                                                             | 9         | SxS Protos Légers    |
| 6    | Honda         | 1982,1986,1987,1988,1989,2020,2021,2024                                                                  | 8         | Motos                |
| 6    | Toyota        | 2019,2022,2023,2025 2022,2023,2024,2025                                                                  | 8         | Autos Classic        |
| 8    | Peugeot       | 1987,1988,1989,1990,2016,2017,2018                                                                       | 7         | Autos                |
| 9    | BMW           | 1981,1983,1984,1985,1999,2000                                                                            | 6         | Motos                |
| 9    | Mercedes      | 1982,1983,1984,1985,1986 1983                                                                            | 6         | Camions Autos        |
| 9    | Tatra         | 1988,1994,1995,1998,1999,2001                                                                            | 6         | Camions              |
| 12   | Iveco         | 2012,2016,2023,2024,2025                                                                                 | 5         | Camions              |
| 13   | Volkswagen    | 1980,2009,2010,2011                                                                                      | 4         | Autos                |
| 13   | Perlini       | 1990,1991,1992,1993                                                                                      | 4         | Camions              |
| 13   | Citroën       | 1991,1994,1995,1996                                                                                      | 4         | Autos                |
| 13   | Mini          | 2012,2013,2014,2015                                                                                      | 4         | Autos                |
| 17   | Polaris       | 2017,2024,2025                                                                                           | 3         | SSV                  |
| 17   | MAN           | 2007 2024,2025                                                                                           | 3         | Camions Mission 1000 |
| 19   | Land Rover    | 1979,1981                                                                                                | 2         | Autos                |
| 19   | Porsche       | 1984,1986                                                                                                | 2         | Autos                |
| 19   | Cagiva        | 1990,1994                                                                                                | 2         | Motos                |
| 19   | Schlesser     | 1999,2000                                                                                                | 2         | Autos                |
| 19   | - Taurus      | 2024,2025                                                                                                | 2         | Challenger           |
| 24   | Steyr-Puch    | 1979 | 1         | Camions              |
| 24   | Sonacome      | 1980 | 1         | Camions              |
| 24   | ALM/Acmat     | 1981 | 1         | Camions              |
| 24   | Renault       | 1982 | 1         | Autos                |
| 24   | DAF           | 1987 | 1         | Camions              |
| 24   | Hino          | 1997 | 1         | Camions              |
| 24   | GasGas        | 2022 | 1         | Motos                |
| 24   | Sunhill Buggy | 2021 | 1         | Classic              |
| 24   | Oryx Stadev   | 2022 | 1         | Open                 |
| 24   | Audi          | 2024 | 1         | Autos                |

- Modèle de voiture le plus victorieux : Mitsubishi Pajero Evolution avec 12 victoires
- Modèle de moto le plus victorieux : KTM 450 Rally avec 10 victoires
- Modèle de camion le plus victorieux : Kamaz 4911 avec 9 victoires
- Modèle de quad le plus victorieux : Yamaha Raptor 700R avec 15 victoires
- Modèle d'UTV le plus victorieux : Can-Am Maverick avec 4 victoires

### Victoires par nationalité du constructeur
| Rang | Nation      | Autos | Motos | Camions | Quads | SSV | Chal- lenger | Classics & Mission 1000 | Total |
| ---- | ----------- | ----- | ----- | ------- | ----- | --- | ------------ | ----------------------- | ----- |
| 1    | Japon       | 15    | 17    | 1       | 16    |     |              | 3                       | 52    |
| 2    | Allemagne   | 9     | 6     | 6       |       |     |              | 3                       | 24    |
| 2    | Autriche    |       | 21    | 1       |       |     |              |                         | 22    |
| 4    | Russie      |       |       | 19      |       |     |              |                         | 19    |
| 5    | France      | 14    |       | 1       |       |     | 1            | 2                       | 18    |
| 6    | Italie      |       | 3     | 8       |       |     |              |                         | 11    |
| 7    | Canada      |       |       |         |       | 6   | 3            |                         | 9     |
| 8    | Royaume-Uni | 8     |       |         |       |     |              |                         | 8     |
| 9    | Tchéquie    |       |       | 6       |       |     |              |                         | 6     |
| 10   | Pays-Bas    |       |       | 1       |       |     | 2            |                         | 3     |
| 10   | États-Unis  |       |       |         |       | 3   |              |                         | 3     |
| 12   | Algérie     |       |       | 1       |       |     |              |                         | 1     |
| 12   | Espagne     |       | 1     |         |       |     |              |                         | 1     |

### Constructeurs & participants selon leur nationalité
La liste ci-après recense les constructeurs ayant participé au Dakar, classés par nationalité. Ceux qui apparaissant en gras ont remporté la course au moins une fois.
- 1. France : 10 (Peugeot, Sherco, SMG, Renault, Citroën, Schlesser-Renault, ALM-ACMAT, Sodicars, Optimus)
- 2. Japon : 9 (Honda, Yamaha, Toyota, Mitsubishi, Suzuki, Kawasaki, Nissan, Isuzu, Hino)
- 3. Allemagne : 8 (E-ATV, BMW, Volkswagen, Mercedes, MAN, Porsche, Unimog, Audi)
- 4. Italie : 6 (Iveco, Beta, Cagiva, Perlini, Fiat, Fantic)
- 5. États-Unis : 5 (Chevrolet, Hummer, Ford, Jimco, Polaris)
- 6. Suède : 4 (Husqvarna, Husaberg, Volvo, Scania)
- 7. Royaume-Uni : 4 (Mini, Land Rover, Leyland, Prodrive)
- 8. Chine : 4 (Great Wall, Foton, Zongshen, BAIC BJ40)
- 9. Autriche : 3 (KTM, Steyr-Puch)
- 10. Russie : 3 (KamAZ, Lada, Maz)
- 11. Espagne : 3 (Gas Gas, Herrator, Astara 01 Concept)
- 12. Afrique du Sud : 3 (Century Racing, Red-Lined VK56, Century CR6-T)
- 13. Tchéquie : 2 (Tatra, Praga)
- 14. Pays-Bas : 2 (DAF, GINAF)
- 15. Algérie : 1 (Sonacome)
- 16. Canada : 1 (Can-Am)
- 17. Belgique : 1 (Henrard Racing)
- 18. Corée du Sud : 1 (SsangYong)
- (30) Europe :
- (15) Amérique :
- (15) Asie:
- (9) Afrique :
- (2) Océanie :

## Auto

### Plus grand nombre de podiums
| #  | Pilote               |   |   |   |
| -- | -------------------- | - | - | - |
| 1  | Stéphane Peterhansel | 8 | 2 | 2 |
| 2  | Nasser Al-Attiyah    | 5 | 5 | 1 |
| 3  | Carlos Sainz         | 4 |   | 2 |
| 4  | Ari Vatanen          | 4 |   |   |
| 5  | Pierre Lartigue      | 3 | 2 | 1 |
| 6  | René Metge           | 3 |   |   |
| 7  | Hiroshi Masuoka      | 2 | 2 |   |
| 8  | Bruno Saby           | 2 | 1 | 1 |
| 9  | Jean-Louis Schlesser | 2 |   | 3 |
| 10 | Giniel de Villiers   | 1 | 4 | 3 |
| 11 | Kenjiro Shinozuka    | 1 | 2 | 4 |

### Plus grand nombre de victoires d'étapes
| Rang | Pilote               | Victoires |
| ---- | -------------------- | --------- |
| 1    | Ari Vatanen          | 50        |
| 2    | Stéphane Peterhansel | 50        |
| 3    | Nasser Al-Attiyah    | 48        |
| 4    | Carlos Sainz         | 42        |
| 5    | Jacky Ickx           | 29        |
| 6    | Sébastien Loeb       | 28        |
| 7    | Hiroshi Masuoka      | 25        |
| 8    | Jean-Pierre Fontenay | 24        |
| 9    | Pierre Lartigue      | 21        |
| 9    | Kenjiro Shinozuka    | 21        |
| 11   | Giniel de Villiers   | 17        |
| 12   | Bruno Saby           | 15        |
| 12   | Jean-Louis Schlesser | 15        |

### Plus grand nombre de victoires d'étapes en un seul Dakar
| Rang | Pilote               | Années                 | Victoires |
| ---- | -------------------- | ---------------------- | --------- |
| 1    | Pierre Lartigue      | 1994                   | 10        |
| 2    | Jacky Ickx           | 1984                   | 9         |
| 3    | Ari Vatanen          | 1989, 1990, 1992, 1996 | 7         |
| 3    | Carlos Sainz         | 2011                   | 7         |
| 3    | Jean-Louis Schlesser | 2001                   | 7         |
| 3    | Sébastien Loeb       | 2023                   | 7         |
| 7    | Hubert Auriol        | 1994                   | 6         |
| 7    | Stéphane Peterhansel | 2003                   | 6         |
| 7    | Nasser Al-Attiyah    | 2021                   | 6         |

### Nombre de victoires d'étapes par constructeur
| Rang | Constructeur  | Victoires d'étapes |
| ---- | ------------- | ------------------ |
| 1    | Mitsubishi    | 150                |
| 2    | Peugeot       | 78                 |
| 3    | Citroën       | 59                 |
| 3    | Volkswagen    | 59                 |
| 5    | Toyota        | 48                 |
| 6    | Mini          | 43                 |
| 7    | Range Rover   | 36                 |
| 8    | Schlesser     | 30                 |
| 9    | Nissan        | 21                 |
| 9    | Porsche       | 21                 |
| 11   | Lada          | 18                 |
| 11   | Prodrive      | 18                 |
| 13   | Mercedes      | 17                 |
| 14   | BMW           | 13                 |
| 15   | Audi          | 11                 |
| 16   | Hummer        | 9                  |
| 17   | Renault       | 8                  |
| 18   | Opel          | 5                  |
| 19   | Aixam-Mega    | 2                  |
| 19   | Ford          | 2                  |
| 19   | SEAT          | 2                  |
| 19   | Red Bull/SMG  | 2                  |
| 23   | Dacia         | 1                  |
| 23   | Fiat          | 1                  |
| 23   | Haval         | 1                  |
| 23   | Subaru        | 1                  |
| 23   | Gordini       | 1                  |
| 23   | Century Buggy | 1                  |

## Moto

### Plus grand nombre de podiums
| #  | Pilote               |   |   |   |
| -- | -------------------- | - | - | - |
| 1  | Stéphane Peterhansel | 6 |   |   |
| 2  | Cyril Despres        | 5 | 4 | 1 |
| 3  | Marc Coma            | 5 | 2 |   |
| 4  | Cyril Neveu          | 5 |   |   |
| 5  | Edi Orioli           | 4 | 1 | 1 |
| 6  | Richard Sainct       | 3 | 1 | 1 |
| 7  | Hubert Auriol        | 3 | 1 |   |
| 8  | Toby Price           | 2 | 1 | 3 |
| 9  | Fabrizio Meoni       | 2 | 1 | 2 |
| 10 | Kevin Benavídes      | 2 | 1 |   |
| 10 | Ricky Brabec         | 2 | 1 |   |
| 12 | Sam Sunderland       | 2 |   | 2 |
| 13 | Gaston Rahier        | 2 |   | 1 |

### Plus grand nombre de victoires d'étapes
| Rang | Pilote               | Victoires |
| ---- | -------------------- | --------- |
| 1    | Stéphane Peterhansel | 33        |
| 2    | Cyril Despres        | 32        |
| 3    | Joan Barreda         | 29        |
| 4    | Jordi Arcarons       | 27        |
| 5    | Hubert Auriol        | 24        |
| 5    | Marc Coma            | 24        |
| 7    | Alessandro De Petri  | 19        |
| 8    | Edi Orioli           | 17        |
| 8    | Gaston Rahier        | 17        |
| 10   | Toby Price           | 16        |
| 11   | Richard Sainct       | 15        |
| 12   | Fabrizio Meoni       | 14        |
| 13   | Serge Bacou          | 13        |

### Plus grand nombre de victoires d'étapes en un seul Dakar
| Rang | Pilote                   | Années     | Victoires |
| ---- | ------------------------ | ---------- | --------- |
| 1    | Hubert Auriol            | 1984       | 9         |
| 2    | Stéphane Peterhansel     | 1997       | 7         |
| 3    | Jordi Arcarons           | 1993, 1994 | 6         |
| 3    | Alessandro De Petri      | 1990       | 6         |
| 3    | Chuck Stearns            | 1985       | 6         |
| 6    | Serge Bacou              | 1984       | 5         |
| 6    | Heinz Kinigadner         | 1995       | 5         |
| 6    | Francisco López Contardo | 2013       | 5         |
| 6    | Joan Barreda             | 2014       | 5         |
| 6    | Toby Price               | 2016       | 5         |

### Nombre de victoires d'étapes par constructeur
| Rang | Constructeur | Victoires d'étapes |
| ---- | ------------ | ------------------ |
| 1    | KTM          | 245                |
| 2    | Yamaha       | 140                |
| 3    | Honda        | 113                |
| 4    | Cagiva       | 59                 |
| 5    | BMW          | 48                 |
| 6    | Husqvarna    | 14                 |
| 7    | Suzuki       | 10                 |
| 8    | Sherco       | 6                  |
| 9    | Aprilia      | 5                  |
| 10   | Gilera       | 3                  |
| 10   | Hero         | 3                  |
| 12   | Barigo       | 2                  |
| 13   | Kawasaki     | 1                  |
| 13   | Gas Gas      | 1                  |

## Camion

### Plus grand nombre de victoires
| Rang | Pilote            | Années                              | Victoires |
| ---- | ----------------- | ----------------------------------- | --------- |
| 1    | Vladimir Chagin   | 2000, 2002 - 2004, 2006, 2010, 2011 | 7         |
| 2    | Karel Loprais     | 1988, 1994, 1995, 1998, 1999, 2001  | 6         |
| 3    | Eduard Nikolaev   | 2013, 2017, 2018, 2019              | 4         |
| 4    | Georges Groine    | 1982, 1983                          | 2         |
| 4    | Francesco Perlini | 1992, 1993                          | 2         |
| 4    | Firdaus Kabirov   | 2005, 2009                          | 2         |
| 4    | Gerard de Rooy    | 2012, 2016                          | 2         |
| 4    | Andrey Karginov   | 2013, 2020                          | 2         |
| 4    | Dmitry Sotnikov   | 2021, 2022                          | 2         |
| 4    | Martin Macík      | 2024, 2025                          | 2         |

### Nombre de victoires d'étapes par constructeur
| Rang | Constructeur     | Victoires d'étapes |
| ---- | ---------------- | ------------------ |
| 1    | KamAZ            | 165                |
| 2    | IVECO            | 71                 |
| 3    | Tatra            | 37                 |
| 4    | MAN              | 17                 |
| 5    | - DAF            | 16                 |
| 6    | - Renault Trucks | 11                 |
| 7    | GINAF            | 8                  |
| 8    | Praga            | 5                  |
| 9    | MAZ              | 4                  |
| 10   | Hino             | 2                  |
| 10   | Mercedes-Benz    | 2                  |

## UTV / SSV /SxS
Depuis 2017.

### Nombre de victoires
| Rang | Pilote                   | Années     | Victoires |
| ---- | ------------------------ | ---------- | --------- |
| 1    | Francisco López Contardo | 2019, 2021 | 2         |

### Plus grand nombre de victoires d'étapes
| Rang | Pilote                   | Victoires d'étapes |
| ---- | ------------------------ | ------------------ |
| 1    | Francisco López Contardo | 17                 |
| 2    | Reinaldo Varela          | 11                 |
| 3    | Marek Goczał             | 9                  |
| 4    | Jeremías González        | 7                  |
| 5    | Rokas Baciuška           | 6                  |
| 5    | Xavier de Soultrait      | 6                  |
| 7    | Patrice Garrouste        | 5                  |
| 7    | Gerard Farrés            | 5                  |
| 7    | Eryk Goczał              | 5                  |

## Challenger
Depuis 2021.

### Plus grand nombre de victoires d'étapes
| Rang | Pilote              | Victoires d'étapes |
| ---- | ------------------- | ------------------ |
| 1    | Seth Quintero       | 20                 |
| 2    | Mitchell Guthrie    | 8                  |
| 3    | Cristina Gutiérrez  | 6                  |
| 4    | Nicolás Cavigliasso | 5                  |
| 5    | Kris Meeke          | 4                  |

## Quad
Entre 2009 et 2024.
| Rang | Constructeur | Victoires |
| ---- | ------------ | --------- |
| 1    | Yamaha       | 174       |
| 2    | Honda        | 10        |
| 3    | Can-Am       | 5         |
| 3    | Polaris      | 5         |
| 5    | E-ATV        | 3         |
| 6    | Suzuki       | 1         |
| 6    | Barren       | 1         |

| Rang | Pilote               | Années           | Victoires |
| ---- | -------------------- | ---------------- | --------- |
| 1    | Marcos Patronelli    | 2010, 2013, 2016 | 3         |
| 1    | Ignacio Casale       | 2014, 2018, 2020 | 3         |
| 3    | Alejandro Patronelli | 2011, 2012       | 2         |
| 3    | Alexandre Giroud     | 2022, 2023       | 2         |
| 3    | Manuel Andújar       | 2021, 2024       | 2         |

## Pays

### Nombre de départs
| Pays            | Années                         | Départs |
| --------------- | ------------------------------ | ------- |
| France          | 1979 - 1994, 1998, 2001 - 2004 | 21      |
| Argentine       | 2009 - 2012, 2014 - 2016       | 7       |
| Arabie saoudite | 2020 - 2025                    | 6       |
| Espagne         | 1995, 1996, 1999, 2005         | 4       |
| Perou           | 2013, 2018, 2019               | 3       |
| Portugal        | 2006 - 2007                    | 2       |
| Sénégal         | 1997 - 2000                    | 2       |
| Paraguay        | 2017                           | 1       |

### Nombre d'arrivées
| Pays            | Années                                                  | Arrivées |
| --------------- | ------------------------------------------------------- | -------- |
| Sénégal         | 1979 - 1991, 1993, 1995 - 1999, 2001, 2002, 2004 - 2007 | 25       |
| Argentine       | 2009 - 2011, 2015 - 2018                                | 7        |
| Arabie saoudite | 2020 - 2025                                             | 6        |
| Égypte          | 2000, 2003                                              | 2        |
| Chili           | 2013, 2014                                              | 2        |
| Perou           | 2013, 2019                                              | 2        |
| Afrique du Sud  | 1992                                                    | 1        |
| France          | 1994                                                    | 1        |

### Nombre d'apparitions
| Pays                             | Nombre d'éditions | Nombre d'étapes |
| -------------------------------- | ----------------- | --------------- |
| Sénégal                          | 27                | 74              |
| Mali                             | 23                | 100             |
| France                           | 21                | 38              |
| Mauritanie                       | 20                | 113             |
| Niger                            | 14                | 64              |
| Espagne                          | 14                | 25              |
| Maroc                            | 12                | 58              |
| Algérie                          | 11                | 57              |
| Argentine                        | 10                | 83              |
| Chili                            | 7                 | 43              |
| Arabie saoudite                  | 6                 | 79              |
| Libye                            | 6                 | 28              |
| Burkina Faso (Haute-Volta)       | 6                 | 13              |
| Bolivie                          | 5                 | 17              |
| Guinée                           | 5                 | 10              |
| Pérou                            | 4                 | 25              |
| Côte d'Ivoire                    | 2                 | 7               |
| Égypte                           | 2                 | 7               |
| Tchad                            | 2                 | 5               |
| Tunisie                          | 2                 | 5               |
| Portugal                         | 2                 | 4               |
| Namibie                          | 1                 | 5               |
| Gabon                            | 1                 | 3               |
| Afrique du Sud                   | 1                 | 2               |
| Angola                           | 1                 | 2               |
| Cameroun                         | 1                 | 2               |
| République centrafricaine        | 1                 | 2               |
| Sierra Leone                     | 1                 | 2               |
| République démocratique du Congo | 1                 | 1               |
| Paraguay                         | 1                 | 1               |